# Стангелла
Стангелла, Станґелла (італ. Stanghella, вен. Stangheła) — муніципалітет в Італії, у регіоні Венето, провінція Падуя.
Стангелла розташована на відстані близько 370 км на північ від Рима, 60 км на південний захід від Венеції, 32 км на південь від Падуї.
Населення — 4213 осіб (2014).
Щорічний фестиваль відбувається 25 листопада. Покровитель — Santa Caterina d'Alessandria.

## Демографія
Населення за роками:

Станом на 1 січня 2023 року в муніципалітеті офіційно проживало 367 іноземців з 29 країн, серед них 101 громадянин країн Євросоюзу та 10 громадян України.

## Сусідні муніципалітети
- Боара-Пізані
- Гранце
- Поццоново
- Солезіно
- Вескована

## Міста-побратими
- Жарден, Франція (2002)